# Euroleague Basketball 2024-2025 - Play-off
La fase dei play-off della Euroleague Basketball 2024-2025 si sono disputate dal 23 aprile all'8 maggio 2024.
Le serie sono al meglio delle 5 partite, secondo il formato 2-2-1: ovvero le gare 1, 2 e 5 si giocano in casa delle teste di serie (prime quattro classificate della stagione regolare). La squadra che si aggiudicherà tre gare si qualificherà per la Final Four.

## Squadre qualificate
| Pos | Squadra          | G  | V  | P  | PF   | PS   | DP   | Seeding            |
| --- | ---------------- | -- | -- | -- | ---- | ---- | ---- | ------------------ |
| 1   | Olympiakos       | 34 | 24 | 10 | 2941 | 2770 | +171 | Teste di serie     |
| 2   | Fenerbahçe       | 34 | 23 | 11 | 2829 | 2760 | +69  | Teste di serie     |
| 3   | Panathinaikos    | 34 | 22 | 12 | 2990 | 2843 | +147 | Teste di serie     |
| 4   | Monaco           | 34 | 21 | 13 | 2913 | 2801 | +112 | Teste di serie     |
| 5   | Barcellona       | 34 | 20 | 14 | 2966 | 2837 | +129 | Non teste di serie |
| 6   | Anadolu Efes     | 34 | 20 | 14 | 2941 | 2788 | +153 | Non teste di serie |
| 7   | Real Madrid      | 34 | 20 | 14 | 2870 | 2797 | +73  | Non teste di serie |
| 8   | Paris Basketball | 34 | 19 | 15 | 2940 | 2910 | +30  | Non teste di serie |

## Tabellone
| Squadra 1     | Totale | Squadra 2    | Gara 1 | Gara 2 | Gara 3 | Gara 4 | Gara 5 |
| ------------- | ------ | ------------ | ------ | ------ | ------ | ------ | ------ |
| Olympiakos    | 3-1    | Real Madrid  | 84-72  | 77-71  | 72-80  | 86-84  | -      |
| Fenerbahçe    | 3-0    | Paris        | 83-78  | 89-72  | 98-88  | -      | -      |
| Panathīnaïkos | 3-2    | Anadolu Efes | 87-83  | 76-79  | 81-77  | 82-85  | 75-67  |
| Monaco        | 3-2    | Barcellona   | 97-80  | 92-79  | 89-100 | 72-75  | 85-84  |

† overtime

### Olympiakos - Real Madrid
| Arbitri: | Sasa Pukl Carmelo Paternicò Milan Nedovic |

|                                      |            |                             |
| Vezenkov 23 Fournier 13 Milutinov 11 | Punti      | 16 Llull 13 Hezonja 11 Musa |
| Vildoza 5                            | Assist     | 5 Campazzo                  |
| Milutinov 8                          | Rimbalzi   | 5 Garuba, Hezonja           |
| Giōrgos Mpartzōkas                   | Allenatori | Chus Mateo                  |

| Arbitri: | Sreten Radovic Olegs Latisevs Uros Nikolic |

|                                      |            |                                     |
| Vezenkov 22 Fournier 17 Milutinov 10 | Punti      | 22 Hezonja < br/> 9 Campazzo 7 Deck |
| Walkup 6                             | Assist     | 4 Llull                             |
| Vezenkov 7                           | Rimbalzi   | 8 Hezonja                           |
| Giōrgos Mpartzōkas                   | Allenatori | Chus Mateo                          |

| Arbitri: | Ilija Belosevic Mehdi Difallah Luka Kardum |

|                                                |            |                                     |
| Tavares 15 Hezonja, Musa 14 Abalde, Campazzo 9 | Punti      | 21 Vezenkov 17 Williams-Goss 11 Lee |
| Campazzo 6                                     | Assist     | 6 Walkup                            |
| Tavares, Musa, Abalde 5                        | Rimbalzi   | 9 Vezenkov                          |
| Chus Mateo                                     | Allenatori | Giōrgos Mpartzōkas                  |

| Arbitri: | Damir Javor Milivoje Jovcic Milan Nedovic |

|                             |            |                                                        |
| Hezonja 21 Musa 12 Llull 11 | Punti      | 23 Fournier 12 Papanikolaou 10 Williams-Goss, Vezenkov |
| Campazzo 7                  | Assist     | 6 Vezenkov                                             |
| Feliz 7                     | Rimbalzi   | 8 Milutinov                                            |
| Chus Mateo                  | Allenatori | Giōrgos Mpartzōkas                                     |

### Fenerbahce - Paris
| Arbitri: | Juan Garcia Carlos Cortes Kristaps Kostantivovs |

|                                   |            |                           |
| Baldwin 15 Hayes-Davis 14 Hall 13 | Punti      | 21 Hifi 19 Ward 17 Shorts |
| Hall 4                            | Assist     | 7 Shorts                  |
| Hayes-Davis 6                     | Rimbalzi   | 5 Jantunen, Ward          |
| Šarūnas Jasikevičius              | Allenatori | Tiago Splitter            |

| Arbitri: | Miguel Perez Emilio Perez Ionannis Foufis |

|                                        |            |                           |
| Biberovic 20 Hayes-Davis 16 Guduric 13 | Punti      | 18 Shorts 15 Hifi 10 Ward |
| Guduric 5                              | Assist     | 4 Shorts                  |
| Hayes-Davis 7                          | Rimbalzi   | 6 Cavaliere, Jantunen     |
| Šarūnas Jasikevičius                   | Allenatori | Tiago Splitter            |

| Arbitri: | Carlos Peruga Milan Nedovic Jordi Aliaga |

|                           |            |                                                    |
| Shorts 29 Hifi 24 Hayes 8 | Punti      | 21 Tarik Biberović 18 Hayes-Davis 14 Marko Gudurić |
| Shorts 4                  | Assist     | 6 Baldwin                                          |
| Hayes 8                   | Rimbalzi   | 9 Birch                                            |
| Tiago Splitter            | Allenatori | Šarūnas Jasikevičius                               |

### Panathinaikos - Anadolu Efes
| Arbitri: | Ilija Belosevic Mehdi Difallah Arturas Sukys |

|                                     |            |                                        |
| Hernangómez 20 Nunn 15 Yurtseven 14 | Punti      | 17 Larkin, Poirier 14 Bryant 11 Willis |
| Nunn 5                              | Assist     | 5 Thompson                             |
| Hernangómez 16                      | Rimbalzi   | 8 Poirier                              |
| Ergin Ataman                        | Allenatori | Luca Banchi                            |

| Arbitri: | Carlos Peruga Damir Javor Tomislav Hordov |

|                           |            |                                |
| Osman 16 Nunn 14 Grant 11 | Punti      | 20 Larkin 16 Poirier 14 Dozier |
| Nunn 6                    | Assist     | 5 Dozier, Larkin               |
| Mītoglou 6                | Rimbalzi   | 10 Poirier                     |
| Ergin Ataman              | Allenatori | Luca Banchi                    |

| Arbitri: | Robert Lottermoser Emilio Perez Gytis Vilius |

|                              |            |                                |
| Larkin 17 Oturu 14 Bryant 13 | Punti      | 25 Nunn 18 Mītoglou 10 Sloukas |
| Larkin 4                     | Assist     | 4 Nunn                         |
| Bryant 7                     | Rimbalzi   | 6 Mītoglou                     |
| Luca Banchi                  | Allenatori | Ergin Ataman                   |

| Arbitri: | Miguel Perez Juan Garcia Arturas Sukys |

|                              |            |                                    |
| Bryant 19 Šmits 15 Osmani 14 | Punti      | 22 Osman 15 Hernangómez 14 Sloukas |
| Larkin 9                     | Assist     | 6 Sloukas                          |
| quattro giocatori 4          | Rimbalzi   | 8 Yurtseven                        |
| Luca Banchi                  | Allenatori | Ergin Ataman                       |

| Arbitri: | Carlos Peruga Robert Lottermoser Emilio Perez |

|                           |            |                                     |
| Osman 28 Nunn 12 Grant 11 | Punti      | 16 Bryant 11 Larkin 8 Dozier, Oturu |
| Sloukas 8                 | Assist     | 4 Yılmaz, Larkin, Bryant            |
| Hernangómez 11            | Rimbalzi   | 6 Šmits                             |
| Ergin Ataman              | Allenatori | Luca Banchi                         |

### Monaco - Barcellona
| Arbitri: | Emin Mogulkoc Piotr Pastusiak Milos Koljensic |

|                                     |            |                                      |
| James, Theis 22 Okobo 19 Strazel 13 | Punti      | 16 Punter 13 Brizuela, Fall 8 Veselý |
| Okobo 7                             | Assist     | 3 Veselý                             |
| Tarpey 6                            | Rimbalzi   | 14 Fall                              |
| Vasilīs Spanoulīs                   | Allenatori | Joan Peñarroya                       |

| Arbitri: | Robert Lottermoser Milivoje Jovcic Michele Rossi |

|                             |            |                                 |
| Diallo 21 Jaiteh 20 Loyd 13 | Punti      | 16 Parker 14 Punter 11 Brizuela |
| Okobo 8                     | Assist     | 6 Parker                        |
| Diallo 6                    | Rimbalzi   | 9 Parker                        |
| Vasilīs Spanoulīs           | Allenatori | Joan Peñarroya                  |